# 라샤드 아메드 살레 파라
 라샤드 아메드 살레 파라(Rachad Ahmed Saleh Farah, 1950년 4월 22일 ~ )는 지부티의 외교관 겸 정치인이다.
지부티 외교 분야의 원로이기도 한 그는 최장수 일본 주재 지부티 대사 직책자로도 흔히 잘 알려져 있다. 또한 그는 2009년 5월 이후 현재 러시아 주재 지부티 대사 직책자이기도 하다.